# 高麗世祖
王隆（?—897年）高丽王朝太祖王建的父亲，初名王隆建，字文明，庙号世祖，谥号威武大王。
金寬毅《編年通錄》说，王隆的祖父是唐肃宗，父王帝建西渡黄海到唐朝，途中落水入海，被西海龍王招为驸马，龍女渚旻義生下王隆，就是高丽太祖的父亲。聖源錄称，昕康大王（王帝建）之妻龍女，平州人頭恩坫角干之女。

## 家族
- 父：高麗懿祖
- 母：元昌王后（平州人頭恩坫角干之女）
- 妻：威肃王后韩氏
  - 子：高丽太祖